# Ammonia
Ammonia (ook wel: ammoniumhydroxide of salmiakgeest genaamd) is een oplossing van het gas ammoniak in water. In symbolen: NH3 (aq).
De oplossing is een matig sterke base, die in het huishouden als schoonmaakmiddel gebruikt wordt, bijvoorbeeld om oude verf voor te behandelen zodat eroverheen kan worden geschilderd. De schoonmakende werking komt tot stand doordat oude verflagen vaak bedekt zijn met een laagje vettige aanslag dat voor een groot deel uit vetzuren bestaat. De vetzuren lossen op in de basische oplossing. Vettige stoffen die geen vetzuur zijn, lossen vervolgens in de ontstane zeep op.
Tijdens het oplossen van ammoniak in water treedt de volgende reactie op:
{\displaystyle {\ce {NH3 + H2O <=> NH4+ + OH^-}}}
Deze reactie is geen aflopende reactie; er stelt zich een evenwicht in. In een 1 molair (1 M) oplossing heeft slechts 0,42% van de ammoniakmoleculen een proton (H+) opgenomen.
De naam ammoniumhydroxide of de formule NH4OH voor ammonia is in feite een restant van de arrheniustheorie aangaande zuren en basen, waarin een base gedefinieerd werd als een donor van OH−-ionen. Ammonia is geen arrheniusbase, maar een brønsted-lowry-base. Ammoniumhydroxide op zich is onbestaanbaar en werd als zout nog nooit waargenomen.
Ammonia is echter wel een lewisbase, waardoor het kan deelnemen aan nucleofiele substitutiereacties (analoog aan amines). Als lewisbase kan het molecuul als ligand optreden in complexen met overgangsmetaalionen. Een voorbeeld hiervan is het diepblauw gekleurde metaalcomplex Cu(NH3)42+.